# Rinatremàtids
Els rinatremàtids (Rhinatrematidae) són una família d'amfibis gimnofions, sovint considerat com el més primitiu dins d'aquest grup, compost per nou espècies endèmiques de Sud-amèrica.

## Taxonomia
Rhinatrematidae està composta per nou espècies repartides en dos gèneres: 
- Epicrionops
  - Epicrionops bicolor
  - Epicrionops columbianus
  - Epicrionops lativittatus
  - Epicrionops marmoratus
  - Epicrionops parkeri
  - Epicrionops peruvianus
  - Epicrionops petersi
- Rhinatrema
  - Rhinatrema bivittatum
  - Rhinatrema nigrum